# Praxis der Kinderpsychologie und Kinderpsychiatrie
Praxis der Kinderpsychologie und Kinderpsychiatrie ist der Titel einer 1952 von Werner Schwidder und Annemarie Dührssen gegründeten psychotherapeutischen Zeitschrift.
Sie erscheint zehnmal im Jahr beim Verlag Vandenhoeck & Ruprecht in Göttingen. Es werden Beiträge aus Praxis und Forschung publiziert, die sich mit psychogenen und psychosomatischen Störungen und Beeinträchtigungen der Entwicklung von Kindern und Jugendlichen sowie deren psychotherapeutischer Behandlung beschäftigen. Außerdem werden Arbeiten zu psycho- und soziodiagnostischen Methoden, Erziehungs- und Familienberatung, Jugendhilfe und Behinderungen bei Kindern und Jugendlichen veröffentlicht.
Herausgeber sind Andreas Eickhorst, Sebastian Franke, Manuela Gander, Annette M. Klein, Maya Krischer, Georg Romer, Kathrin Sevecke und Sibylle Winter.
Ansichtsexemplar
(Artikel aus Heft 2011/60,3)
- Albert Lenz, Juliane Kuhn, Susann Walther, Johannes Jungbauer: Individuelles und gemeinsames Coping in Familien mit schizophren erkrankten Eltern.
- Hannelore Lier-Schehl, Luc Turmes, Marlies Pinnow, Wahiba El-Khechen, Michael Kramer: Selbst- und Fremdeinschätzungsfragebogen zum Mutter-Kind-Interaktionsverhalten (SF-MKI).
- Anne Katrin Künster, Alexandra Wucher, Leonore Thurn, Heinz Kindler, Dieter Fischer, Ute Ziegenhain: Risikoepidemiologie und Kinderschutzstatistik in der frühen Kindheit – eine Pilotuntersuchung.